# Катуальда
Катуальда (д/н — після 19) — король Маркоманської держави.

## Життєпис
Походив зі знатного маркоманського роду. Замолоду внаслідок конфлікту з королем Марободом вимушений був тікати до племені готонів. Приблизно на початку 10-х років вступив у перемовини з римським військовиком Друзом Молодшим. Останній, реалізуючи разом з Германіком стратегію з послаблення германських утворень через влаштування війн між ними (розділяй і володарюй), став підтримувати плани Катуальда з повалення Маробода.
У 17 році Маробод зазнав поразки від Армінія, короля херусків. В результаті авторитет короля марободів підупав. Цим скористався Катуальда, який за підтримки проримської партії та Вібілія, короля гермундурів, 18 року повалив Маробода, що утік до Римської імперії. Але невдовзі проти Катуальда, що встановив дружні стосунки з Римом, виникла змова. Змовникам надав допомогу Вібілій. В результаті близько 19 (за іншими відомостями 20) року Катуальаду було повалено. Він втік до Римської імперії, отримав право мешкати у місті Форум Юлії (провінція Нарбонська Галлія). Подальша доля невідома. Владу над маркоманами захопив квад Ванній.